# Bombardier Cobra
Bombardier Cobra — зчленований низькопідлоговий трамвай, що експлуатується компанією Verkehrsbetriebe Zürich (VBZ) у Цюриху та виготовлявся компанією Bombardier Transportation. 
У 1996 році консорціум «Züri Tram», що складається з Schindler (основний постачальник), Adtranz і FIAT-SIG, виграв тендер на будівництво серії низькопідлогових трамваїв для Цюриха. 
Перші трамваї мали були поставлені в березні 1999 року, але через проблеми зі злиттям і поглинанням всередині консорціуму та проблеми з розробкою виникли затримки. 
У ніч з 17 на 18 травня 2001 року перший екземпляр тестової серії з шести одиниць (3001-3006) був доставлений міській транспортній компанії VBZ («Verkehrsbetriebe Zurich»). 
На той час консорціум «Züri Tram» складався лише з «Bombardier» (правонаступник «Schindler» і «Adtranz») і «ALSTOM» (правонаступник «FIAT-SIG»).
Cobra є одностороннім трамваєм (одна кабіна керування та двері лише з правого боку). 
Трамвай має довжину 36 м, ширину 2,4 м і розрахований на колію 1000 мм. 
Пасажиромісткість 238 осіб, з яких 96 сидячі. 
«Кобра» — п’ятисекційний трамвай, усі секції якого мають приблизно однакову довжину.
Під першою, третьою і п'ятою секціями знаходяться чотириколісні візки. 
Максимальна швидкість 70 км/год.
Після тестування VBZ підтвердив замовлення на 68 одиниць (3007-3074). 
Постачання нових одиниць почалося у 2005 році і було завершено у 2009 році, замінивши майже весь рухомий склад, що складався з Tram 2000. 
VBZ мав можливість замовити до 35 додаткових одиниць і вирішив замовити ще 14 одиниць (3075-3088). 
Додаткові трамваї знадобляться для нових послуг, таких як Tram Zürich West і 2 черга Глаттальбану.
Шість прототипів (3001-3006) були перебудовані до стандартів серійних одиниць.